# سم کندریکس
سم کندریکس (انگلیسی: Sam Kendricks؛ زادهٔ ۷ سپتامبر ۱۹۹۲) ورزشکار پرش با نیزه اهل ایالات متحده آمریکا است.
وی در مسابقات کشوری و بین‌المللی در مجموع برندهٔ ۴ مدال طلا، ۲ مدال نقره، ۱ مدال برنز شده‌است.